# Rugby en Uruguay

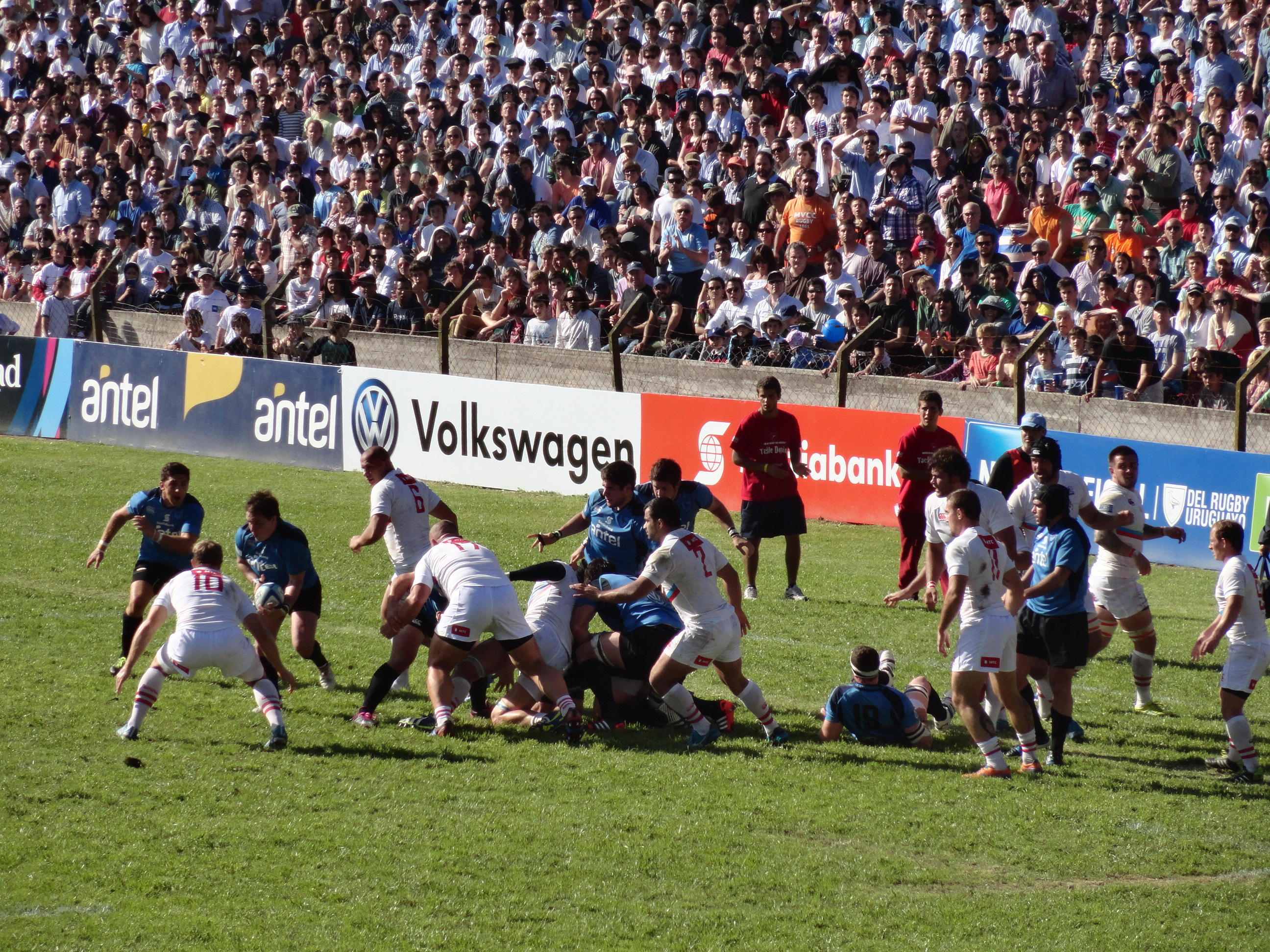
Selección de rugby de Uruguay en el partido de repechaje por la Copa Mundial de Rugby 2015

El rugby llegó a Uruguay en el siglo XIX, aunque se jugaba en pocos lugares. En 1950 se disputó el primer campeonato y en 1951 se creó la Unión de Rugby del Uruguay (URU), que tuvo como primer presidente a Carlos Cat, quien fuera una de las piezas claves para el desarrollo de este deporte en el país.

## Historia
A mediados del siglo XIX los inmigrantes ingleses trajeron el rugby a Uruguay. El pionero fue el Montevideo Cricket Club, fundado en 1861, que disputó el primer partido internacional ante el Buenos Aires Football Club en 1875.
En 1950 se jugó el primer campeonato de rugby en el Uruguay, el Campeonato de Clubes Carlos E. Cat, con la participación de 5 equipos: Montevideo Cricket Club, Carrasco Polo (que presentó dos equipos), Old Boys y Colonia Rugby. El campeonato fue para Old Boys y gracias a la aceptación que tuvo el evento se creó la Unión de Rugby en enero del siguiente año. Al campeonato de Primera División se sumaron otros equipos como Trouville, Cuervos, Old Christians, Trébol, Champagnat y Pucaru. En años posteriores han jugado otros equipos en forma discontinuada como el Círculo de Tenis de Montevideo, La Olla Rugby de Florida y Lobos Rugby de Punta del Este.

## Campeonato Uruguayo de Rugby
En el 2024 la primera división uruguaya de rugby cuenta con 12 equipos (10 de Montevideo, 1 de Paysandú y 1 de Maldonado).
- Carrasco Polo
- Pucaru Stade Gaulois (PSG)
- Old Boys Rugby
- Trébol Rugby (Paysandú)
- Old Christians Rugby
- Los Cuervos Rugby
- Montevideo Cricket Club
- Lobos de Maldonado
- Ceibos
- Seminario
- Champagnat
- Círculo de Tenis

Carrasco Polo es el máximo ganador. Hasta 1990 había obtenido cinco campeonatos, pero ese año comenzó una racha ganadora. Entre 1990 y 2006 obtuvo 17 campeonatos consecutivos, hasta que en 2007 Old Christians cortó la racha al ganarle en la final a Old Boys por 20 a 6. Sin embargo, Carrasco Polo volvió a ganar el torneo del 2008 y 2009, con lo que alcanzó los 24 títulos. En 2010 el campeón fue Old Boys, tras vencer en el cuadrangular final a sus tres rivales, Carrasco Polo, Old Christians y Pucaru Stade Gaulois (PSG).
En el 2011 vuelve a ser campeón Carrasco Polo, luego de derrotar en el Super 4 final a Old Christians, Old Boys y a Trébol de Paysandú.
En la temporada 2018, Trébol se consagró campeón tras vencer a Old Christians por penales luego de empatar 22-22 en los primeros 100 minutos (dos tiempos de 40' y dos alargues de 10'), siendo así el único campeón que no tiene sede en Montevideo.
Carrasco Polo tiene 27 torneos, Old Christians 19, Old Boys 15, Montevideo Cricket 3, Trouville 3, Trébol 2 
y Cuervos 1, habiendo ganado clubes que hoy no existen más como La Cachila (5) y Colonia Rugby (2).

## Divisiones inferiores
Generalmente las divisiones inferiores son ganadas por The British Schools (inferiores de Old Boys), Colegio Stella Maris (inferiores de Old Christians) y por Carrasco Polo. Los campeonatos de menores están compuestos por equipos o colegios tales como Arlequines de Rivera, Círculo de Tenis de Montevideo, Pucaru Stade Gaulois, Lobos de Punta del Este, Trouville o colegios como Jubilar, Stella Maris, British School, Seminario, St. Patricks, Monte VI y Woodlands.
Las inferiores uruguayas participan de muchos torneos organizados a lo largo del año como la Peugeot Kids Cup, la Copa Summum, el Descalzos, el Torneo Carlos Páez Vilaró en Punta del Este y el Valentín Martínez, este último es uno de los torneos más importantes de juveniles del mundo.
En Uruguay, el campeonato anual de menores se juega en tres categorías denominadas M15, M17 y M19 según el límite de edad permitida.

## Rugby 7
El circuito nacional de rugby 7 se juega en diciembre, con los siguientes torneos:
- Seven de la URU
- Seven de Trébol (Paysandú)
- Seven de Old Christians
- Seven de Carrasco Polo
- Seven de Lobos (Punta del Este)

En tanto, el Seven de Punta del Este es un torneo internacional que se disputa desde 1989. Tradicionalmente se realiza en el Estadio Domingo Burgueño Miguel de Maldonado la semana siguiente al día de Reyes, salvo las ediciones XXVI y XXVII que se realizaron en diciembre en el Punta del Este Polo & Country Club en el balneario Edén Rock. En la década de 1990, el Seven de Punta del Este atrajo a las mejores selecciones del mundo, y en 2000 integró la Serie Mundial de Rugby 7. A partir de 2003 atrae a los mejores clubes y selecciones de Sudamérica.

## Campeonato Uruguayo de Rugby Femenino
Se disputa en modalidad seven, actualmente en 5 fechas nacionales donde equipos de todo el país juegan entre sí.
El rugby femenino está en pleno desarrollo y cuenta con división mayor y juvenil M18 ambos en competencia.

## Selecciones

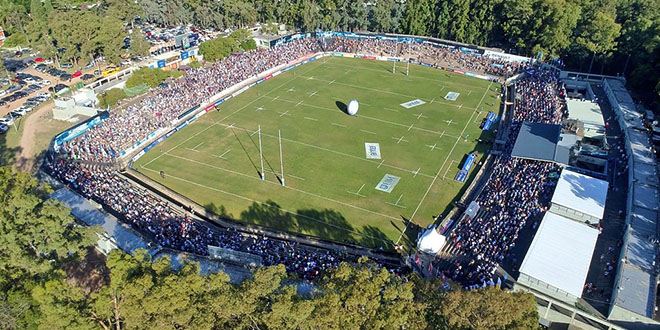
Estadio-charrúa-Montevideo

La selección mayor, también conocida como "Los Teros", habitualmente se ubica cercana al vigésimo puesto en el ranking mundial y es la segunda mejor de Sudamérica. Clasificó a los mundiales de Gales 1999, Australia 2003, Inglaterra 2015 y Japón 2019. En Gales participó en el grupo A perdiendo frente a Sudáfrica y Escocia y venciendo a España 27 a 15. En este mundial Juan Ormaechea, Alfonso Cardozo y Juan Menchaca apoyaron un try cada uno y anotaron de penal Diego Aguirre en cinco oportunidades y Federico Sciarra en una; en Australia jugó en el grupo C, una serie difícil para su fuerza de juego, y enfrentó esta vez a Inglaterra, Sudáfrica, Samoa y Georgia, venciendo solamente a este último. Los Teros han disputado todos los Sudamericanos de Rugby triunfando solo en algunas ediciones en que no se presentó la selección argentina (1981, 2014, 2016 y 2017).
La selección juvenil tuvo en el 2008 uno de sus puntos más altos al disputar el Trofeo Mundial de Rugby Juvenil (M20) y vencer en la final a Chile M20 (conjunto local) por 20 - 8 ascendiendo al Campeonato Mundial de Rugby Juvenil (M20) del siguiente año. En el plano continental participa del Sudamericano divisional A (M20), y al igual que en mayores ha triunfado en torneos que no participan los Pumitas (Argentina).
En modalidad de Rugby 7 la URU se hace presente en los Sevens Sudamericanos femenino y masculino, con mejores resultados en este último. La selección de rugby 7 masculina que había obtenido su primer título en el Seven de Viña del Mar 2008 logró en el 2012 el primer título sudamericano al ganarle al seleccionado argentino en la final por 17 a 14 en el Seven de Río. A nivel mundial, Teros VII han competido en la Copa del Mundo y en torneos de la Serie Mundial.
El Country Los Teros, ubicado cerca del Aeropuerto de Carrasco, era el lugar de concentración y entrenamiento de todas las selecciones de rugby del país previo a torneos internacionales; también se utilizaba para jugar algunos partidos de local en los Torneos Cross Borders. A partir de diciembre de 2012 el Estadio Charrúa pasó a ser la principal cancha del gracias a un contrato de concesión de uso por 10 años entre la "Intendencia Departamental de Montevideo" por un lado y la "Asociación Uruguaya de Football" y la "Unión de Rugby del Uruguay" por el otro